# Gryon pubescens
Gryon pubescens är en stekelart som först beskrevs av Motschoulsky 1863.  Gryon pubescens ingår i släktet Gryon och familjen Scelionidae. Inga underarter finns listade i Catalogue of Life.